# اراوند یواس
اِراوند آس (کره‌ای: Around Us) شرکت مستقل سرگرمی کره جنوبی است که توسط اعضای گروه پسرانهٔ هایلایت، یون دو جون، یانگ یو سوب، یونگ جون هیونگ، لی گی کوانگ و سون دونگ وون، پس از ترک کمپانی کیوب انترتینمنت بنیان‌گذاری شد.